# Ali Khamenei
Ali Hosseini Khamenei (persiska: آیت‌الله سید علی حسینی خامنه‌ای), född 19 april 1939 i Mashhad, är en tolvshiitisk ayatolla, marja' al-taqlid, sayyid och Irans andra och nuvarande högsta andliga och politiska ledare sedan 4 juli 1989. Han styr även Irans krigsmakt, medier och domstolsväsen.
Khamenei har islamism som politisk ideologi och ses också som ställföreträdare för den tolfte imamen, som enligt shiamuslimer försvann på 800-talet och väntas återvända som frälsaren. Enligt ett tillkännagivande från år 2014 anser Gemenskapen av seminarielärare i Qom att han är en av de religiöst rättslärda som det är tillåtet följa.

## Bakgrund
År 1957 reste Sayyed Khamenei till Najaf i Irak för att bo och studera islam där på den högsta nivån i hawza. Han återvände till Iran år 1958 efter sin fars önskan och fortsatte sina studier i Qom åren 1958-1964.
Khamenei var lärare i islamisk filosofi och en nyckelfigur i den iranska revolutionen samt en nära medhjälpare till Ayatollah Khomeini. Han satt inspärrad i Qezel Qaleh-fängelset år 1963. Mellan år 1963-1975 satt han fängslad sex gånger på grund av sitt politiska motstånd mot shahen. År 1976 utvisades han till Iranshahr i tre år; därefter återvände han till hemstaden Mashhad år 1979 och fick samma år se shahen förlora makten över landet.

## President
Khamenei valdes till Irans president 1982 efter att Mohammad Ali Rajai hade mördats och blev – som den förste prästmannen i ämbetet – något av en symbol för att Iran övergett en sekulariserad utveckling och att revolutionen skulle leda till ett teokratiskt styre. Strax efter att han tillträtt som president undkom han ett mordattentat under en presskonferens. Folkets mujahedin hade gömt en bomb i en bandspelare som exploderade intill honom och hans högerhand skadades, något som bekräftade hans anseende som levande martyr bland hans anhängare. Han omvaldes 1985.

## Högste ledare
Vid  Khomeinis död 1989 utsåg expertrådet honom till högste ledare.
År 2010 besökte Khamenei Qom för tredje gången och stannade där i tio dagar innan han återvände till Teheran. I Qom mötte han högre tjänstemän, studenter, lärda och familjer till iranska martyrer. En framstående iransk lagstiftare sa att det stora mottagandet som välkomnade ledaren för den islamiska revolutionen i den heliga staden Qom var en väckarklocka för västerländska medier. Den andra gången som Khamenei besökte Qom var år 2000. Då åkte han på Qoms gator i en bil och möttes av stora folkmassor som trängdes på den flera kilometer långa rutten. Efter att Khamenei kom till staden besökte han Fatima Masumas helgedom och höll ett tal där för Qoms invånare.

## Uttalanden

### Om kärnvapen och massförstörelsevapen
Den 17 april 2010 meddelade Khamenei Internationella konferensen om kärnvapenavrustning att utöver kärnvapen så är massförstörelsevapen, såsom kemiska och biologiska vapen, också ett allvarligt hot mot mänskligheten. Han nämnde att den iranska nationen, som själv fallit offer för kemvapen, känner av faran med att producera och lagra dessa typer av vapen mer än andra nationer, och är redo att använda alla sina resurser för att motverka sådant. Iran anser att det är förbjudet (haram) att använda sådana vapen och att alla har ansvar att försöka skydda mänskligheten mot denna stora katastrof.

### Om terror
Efter terrorattackerna i Frankrike i januari 2015 skrev Khamenei ett öppet brev till de unga i Europa och Nordamerika gällande islam. I november samma år skrev den muslimske ledaren igen ett öppet brev till de unga i västerländska länder, i samband med den upprepade terrorismen i Frankrike.

### Om Israel
Den 9 september 2015 sade Khamenei att från den dagen kommer ingenting som heter "Den sionistiska regimen" att existera 25 år senare.

### Om lojalitet
Den 9 januari 2016 sade Khamenei i ett möte med folk från Qom att när ni idag lovar lojalitet till Revolutionen, eller när ni förnyar ert löfte om lojalitet, lovar ni i själva verket lojalitet till den helige profeten (Muhammed). Han sa att de som lovar lojalitet till Imam Khomeini i själva verket lovar lojalitet till den helige profeten.

### Om Saudiarabien
Den 21 mars 2019 sade Khamenei att han inte vet något land som är värre än den saudiska regeringen. Han sade att den saudiska regeringen är korrupt, despotisk och även förtryckande. Gällande att Saudiarabien ska få kärnkraftsteknologi från USA sade Khamenei att han personligen inte är oroad över detta, eftersom Saudiarabien "inom inte en så lång framtid" kommer att falla i händerna på islamiska kämpar.

### Om USA
18 februari 2020 sade den muslimske ledaren Khamenei att USA kommer att sjunka som Titanic. Han sade att på samma sätt som Titanics prakt och ståt inte kunde rädda det från att sjunka, kommer USA:s prakt och ståt inte att hindra det från att sjunka.

### Om covid-19-vaccin
Den 8 januari 2021 påstod den iranske ledaren Ali Khamenei på Twitter att brittiska och amerikanska covid-19-vaccin är "fullständigt opålitliga", och att det är möjligt att de länderna skulle vilja "kontaminera andra nationer". Khamenei anklagade även franska vacciner för att vara "opålitliga". Twitter raderade Khameneis inlägg en dag efter med anledningen att "det bröt mot Twitters regler".

### Om koranbränningar och Sverige
I samband med bränningarna av Koranen i Sverige år 2023, har Khamenei ansett att Sverige intagit en krigsställning mot den muslimska världen. Anledningen till det anses vara hur Sverige har hanterat koranbränningarna.

## Poesi och memoarer
När det gäller poesi brukade han delta i litterära föreningar tillsammans med kända poeter då han bodde i Mashhad och han brukade recensera dikter. Han har reciterat en del dikter själv och valt pseudonymen "Amin" för sig själv.
Khameneis memoarer "Inna Ma as-Sabri Nasra" på arabiska publicerades år 2019. Boken har även översatts till persiska. Den arabiska versionen presenterades av den libanesiske ledaren för Hizbollah, Sayyid Hassan Nasrallah, under en ceremoni som hölls i Beirut i februari 2019 för att fira 40-årsjubileumet av den islamiska revolutionens seger. Boken innehåller också foton på den iranske ledaren, hans far och hans barn, utöver en samling illustrationer som relaterar till ämnena i boken.